# 二胺
| 伯二胺的结构通式 |

二胺（英語：diamine）是带有两个氨基官能团的胺，通常指“伯二胺”，常作为制备聚酰胺、聚酰亚胺、聚脲的单体，

## 例子

### 脂肪族
- 甲二胺（“二氨基甲烷”）
- 乙二胺
  - 1,2-乙二胺
- 丙二胺
  - 1,2-丙二胺
  - 1,3-丙二胺
- 丁二胺
  - 1,4-丁二胺（“腐胺”）
- 戊二胺
  - 1,5-戊二胺（“尸胺”）
- 己二胺
  - 1,6-己二胺
  - 三甲基六亚甲基二胺

### 芳香族
- 苯二胺
- 二氨基甲苯（英语：Diaminotoluene）
- 苯二甲胺